# Летни младежки олимпийски игри
Летните младежки олимпийски игри са най-голямото международно спортно събитие, в което спортисти от цял свят се състезават в различни спортове. Провеждат се на всеки 4 години.
Последвали олимпиадите в:
- 2010 — I летни олимпийски игри в Сингапур
- 2014 — II летни олимпийски игри в Нанкин
- 2018 — III летни олимпийски игри в Буенос Айрес
- 2026 — IV летни олимпийски игри в Дакар